# 山地獵兵

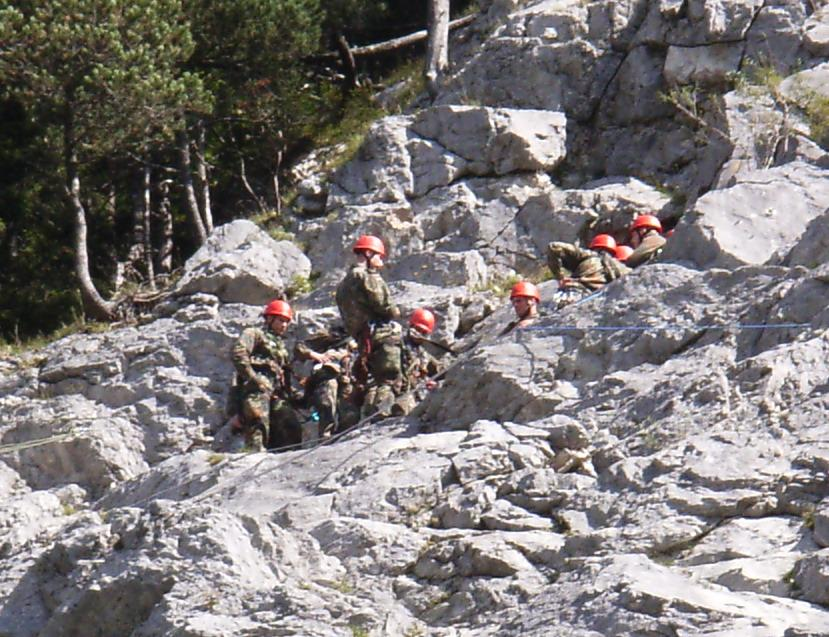
正在進行登山演習的德國山地獵兵

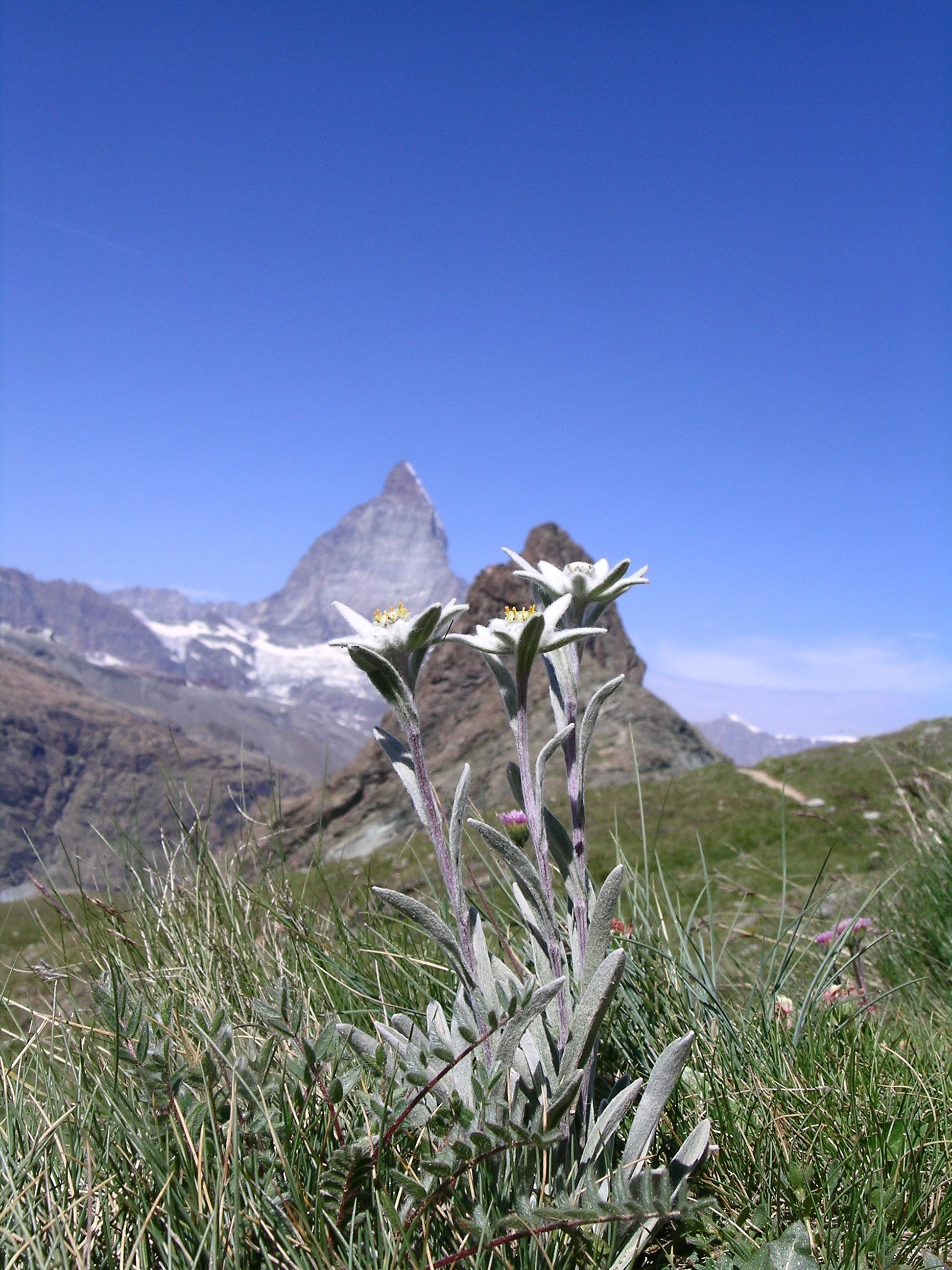
山地獵兵的象征——雪绒花

山地獵兵（德語：Gebirgsjäger）是一種德國及奧地利境內專職山地或高山區域作戰的輕裝步兵。「獵兵（Jäger，即獵人之意）」這個詞是德語國家用以指稱輕型步兵部隊的軍事術語。
奧地利的山地部隊起源於奧匈帝國時期的國家步槍兵團（Landesschützen）。德國的山地步兵則源自於第一次世界大戰時期德意志帝國的山嶽兵團。兩國的山地部隊皆以雪绒花作為部隊象徵；這種傳統最早於1907年，由當時的奧匈帝國皇帝法蘭茲·約瑟夫一世建立，從此該國內的所有國家步槍兵團士兵皆會將雪绒花別在自己制服的衣領上。1915年3月間，當德國的山地兵團前往支援於奧匈帝國南端抵禦意大利攻勢的國家步槍兵團時，為了感謝德軍的協助，奧匈帝國軍隊便將自己身上的高山火絨草贈予德國山地兵團的士兵；德國的山地部隊亦自此開始以雪绒花作為部隊徽章。山地獵兵與空降獵兵經常被視為德國最精銳的步兵單位。
納粹德國時期德國山地獵兵曾犯下多起戰爭罪行，像是第1山地師在入侵波蘭時曾在波蘭普熱梅希爾一帶協助捕捉猶太人當奴工，並犯下了波羅為村屠殺、凯法利尼亚岛大屠杀、玲家道村屠殺等的暴行；第5山地師也曾與德國國防軍陸軍第34步兵師一同在義大利的格鲁利亚斯科屠殺67名平民。H·F·邁爾（H. F. Meyer）在他的《染血的雪絨花：二戰時期的第1山地師》（Bloodstained Edelweiss: The 1st Mountain Division in the Second World War）一書中描述了第1山地師的種種暴行。

## 第二次世界大戰

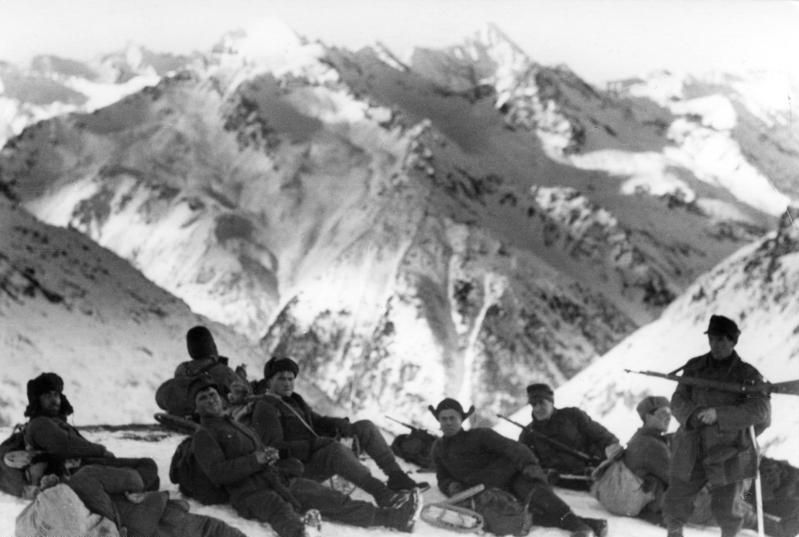
1942年下半年，參與高加索戰役的山地獵兵部隊

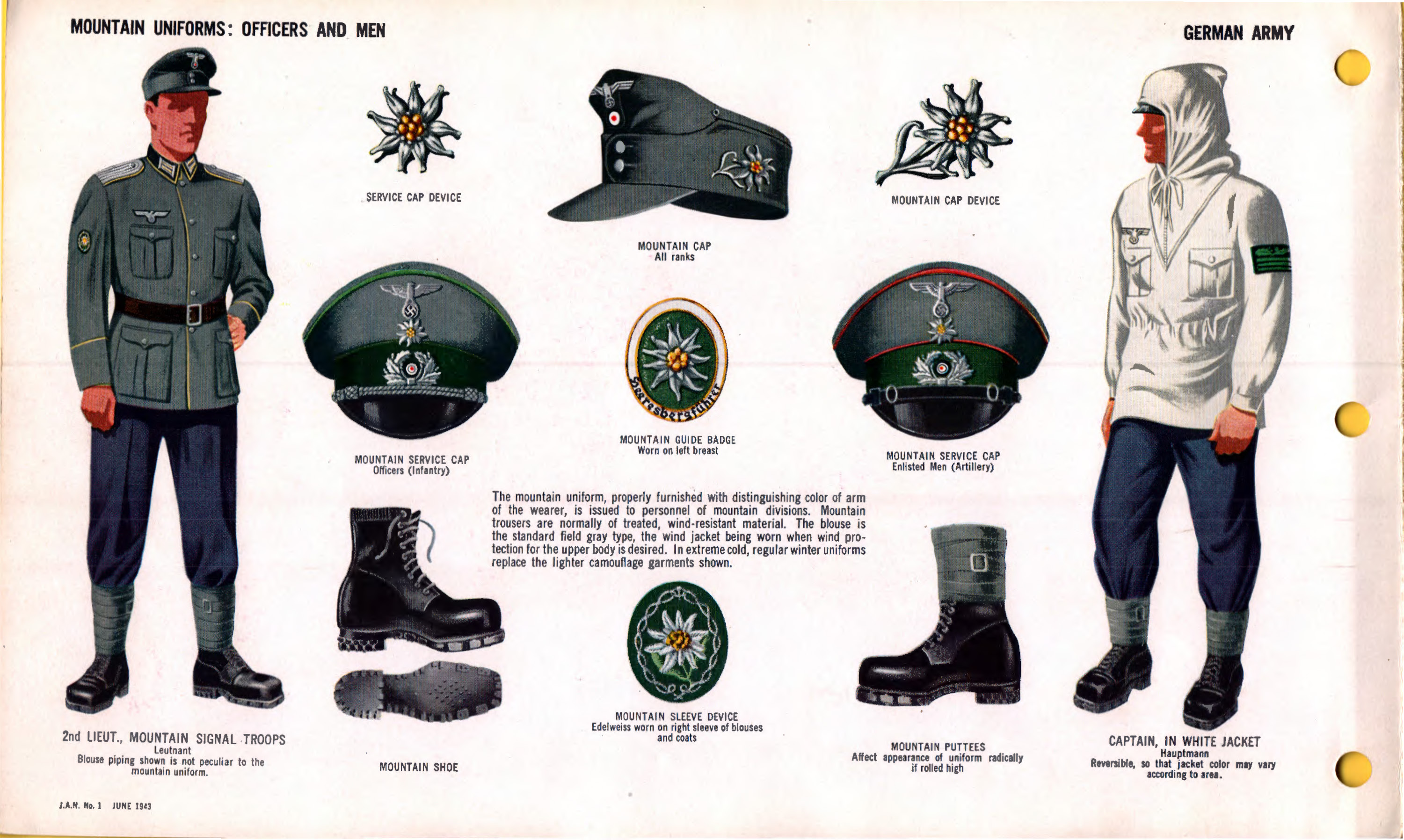
二戰時德國山地獵兵的裝束

第二次世界大戰期間的德意志國防軍與武裝親衛隊內皆建立了一定數量的山地獵兵部隊。1941年，納粹德國的第一支山地獵兵團於挪威成立。創立之初，該團師級部隊的裝備十分單薄，而且相當仰賴騾作為運輸工具。當時的山地獵兵裝備了比正規步兵要少的自動武器，但MG34及MG42等機槍組卻能獲得比一般部隊更多的彈藥量。山地獵兵會將雪绒花徽章別在袖子上或制服帽上，以資識別。
山地獵兵部隊參與了許多戰鬥，其中包括威瑟演習作戰、銀狐作戰、鉑狐作戰、北極狐作戰、高加索戰役、哥德防線戰役、克里特島戰役，以及法國佛日山區的戰鬥。山地獵兵使用特別為山地作戰設計的G33/40毛瑟步槍。

### 納粹德國陸軍
- 第1山地師（後被改為第1國民山地師）
- 第2山地師
- 第3山地師
- 第4山地師（英语：4th Mountain Division (Wehrmacht)）
- 第5山地師
- 第6山地師
- 第7山地師（英语：7th Mountain Division (Wehrmacht)）（前身為第99輕裝步兵師）
- 第8山地師（英语：8th Mountain Division (Wehrmacht)）（前身為第157師、第157後備師以及第157山地師）
- 第9山地師（英语：9th Mountain Division (Wehrmacht)）
- 第188山地師（英语：188th Reserve Mountain Division (Wehrmacht)）（前身為第188師以及第188後備山地師）

### 武裝親衛隊
- 武裝親衛隊第6山地師「北方」
- 武裝親衛隊第7志願山地師「歐根親王」
- 武裝親衛隊第13山地師「聖刀」
- 武裝親衛隊第21山地師「斯坎德培」
- 武裝親衛隊第23山地師「卡馬」
- 武裝親衛隊第24山地師「卡斯特獵兵」

### 山地部隊的暴行
山地獵兵在二战期间犯下多起屠杀平民与战俘的战争罪行和其他違背人道的舉動，茲列舉部分已知罪行如下：
- 在入侵波蘭時第1山地師曾在波蘭普熱梅希爾一帶協助捕捉猶太人當奴工。[3]
- 在南斯拉夫蘇捷斯卡戰役期間，第1山地師跟其他的單位犯下屠殺平民與戰俘的罪行，根據戰役結束後的7月10日的報告，第1山地師抓到了498名戰俘，其中411人被槍決。[4]
- 在1943年7月6日，第1山地師的一支部隊攻擊了阿爾巴尼亞的波羅為村（英语：Borovë massacre），其中所有的房子和建築都被完全燒毀和摧毀，而該村的居民中有107人遇害，被害人中包括五個全家被滅門的家族，其中最年輕的受害者四個月大，最老的受害者73歲。
- 1943年9月，屬於意军第33步兵师的5,155名俘虜在希臘凯法利尼亚岛遭到德國第1山地師屠戮，史稱凯法利尼亚岛大屠杀；此外，德國第1山地師也在意军第151步兵师於1943年10月於阿爾巴尼亞投降後，屠殺了军第151步兵师的所有軍官與士官。[5]
- 在約瑟夫·薩爾明哥中校（Josef Salminger）被希臘的反抗者殺害後，德意志國防軍第22山地军上將胡贝特·兰茨（Hubert Lanz）於1943年10月1日下令在薩爾明哥被殺的地點的20公里範圍內進行一個「無情的報復行動」，而位於這範圍內的玲家道村（英语：Lingiades massacre）的96名村民中，有92人被處決。[6]H·F·邁爾（H. F. Meyer）在他的《染血的雪絨花：二戰時期的第1山地師》（Bloodstained Edelweiss: The 1st Mountain Division in the Second World War）一書中描述了第1山地師的種種暴行。[1]
- 第1山地師之外，第5山地師也曾會同德國國防軍陸軍第34步兵師於1945年4月30日在義大利的格鲁利亚斯科一帶屠殺67名平民。

## 现代德国

德意志聯邦國防軍的山地獵兵臂章，同樣以雪绒花作為部隊象徵

作為德國傳統軍事的一部分，山地步兵部隊於1956年德意志聯邦國防軍成立時便已是西德陸軍的重要組成單位。2001年以前，聯邦國防軍內的山地獵兵皆是以第1山地師（1. Gebirgsdivision）的組織形式存在，然而2001年後該師即於軍隊內部改革時被裁撤。第1山地師的後繼單位為第23山地獵兵旅（Gebirgsjägerbrigade 23），其總部設於巴特賴興哈爾。第23旅的所有主要部隊皆駐紮於巴伐利亞南部，因為該處是全德國境內唯一的高山區域，且與高聳的阿爾卑斯山脈北部接壤。自2008年起，第23山地獵兵旅被正式更名為第23山地獵兵旅「巴伐利亞」（Gebirgsjägerbrigade 23 Bayern），以顯示該旅與巴伐利亞州的密切關係。
根據聯邦國防軍官方網站的資料，第23山地獵兵旅目前的兵力約為6500人。

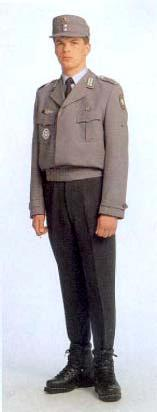
一名身著正式制服的德國山地獵兵

### 傳統
現代的德國山地獵兵會穿著灰色制服及灰色的制服帽（德語稱Bergmütze），其左側繡有雪绒花徽章。這與佩戴貝雷帽的奧地利山地獵兵十分不同。除此之外，德國山地獵兵的正式制服服是以傳統的德國登山服（Berganzug）為基礎改良而成的，其外觀亦與標準的德國陸軍軍服不盡相同：灰色上衣、黑色長褲，並著高於腳踝的多用途登山靴（Bergstiefel）或登山/雪地兩用靴。山地獵兵士兵僅有在完成「雪绒花行軍（EdelweißMarsch，指攀登至高聳山區並尋找雪绒花的行軍任務）」後才有資格佩戴雪绒花徽章，且該榮譽僅會授予山地部隊的士兵。
德國的山地獵兵士兵間有著非常強烈的袍澤情誼，團隊精神也十分高昂。

### 德國山地獵兵的任務
德國山地獵兵的任務如下：
- 極端環境作戰
- 冬季作戰
- 城鎮地形作戰
- 極區、山地及沙漠地形作戰

### 單位
截至2023年為止，仍然存在於德意志聯邦國防軍內的山地獵兵部隊如下：
- 第23山地獵兵旅
  - 旅部及旅部連（Stab und Stabskompanie），位於巴特賴興哈爾
  - 第231山地獵兵營（Gebirgsjägerbataillon 231），位於巴特賴興哈爾
  - 第232山地獵兵營（Gebirgsjägerbataillon 232），位於比紹夫斯維森
  - 第233山地獵兵營（Gebirgsjägerbataillon 233），位於米滕瓦尔德
  - 第230山地偵察營（Gebirgsaufklärungsbataillon 230），位於菲森
  - 第210山地通訊營（Gebirgsfernmeldebataillon 210），位於巴特賴興哈爾及比紹夫斯維森（即將解編，原通訊任務將由旅部連接管）
  - 第8山地戰鬥工兵營（Gebirgspionierbataillon 8），位於因哥爾斯塔特
  - 第8山地後勤營（Gebirgslogistikbataillon 8），位於菲森
  - 第230山地運輸馱獸訓練中心（Einsatz- und Ausbildungszentrum für Gebirgstragtierwesen 230），位於巴特賴興哈爾，主要訓練騾子
- 非隸屬於第23山地獵兵旅的山地部隊
  - 全球山區暨冬季作戰訓練中心（Gebirgs- und Winterkampfschule），位於米滕瓦尔德
  - 山地部隊軍樂隊（Gebirgsmusikkorps）， 位於加爾米施-帕滕基興。該樂隊是德國國內最受歡迎的軍樂隊之一，曾於2002年在阿富汗喀布爾為駐阿富汗國際維和部隊表演。

第23山地獵兵旅雖然是聯邦國防軍快速反應部隊（Stabilisierungskräfte）的一部分，但卻缺乏火炮部隊編制。因此，該旅的間接火力支援主要來自於每個山地獵兵營內配屬的重裝獵兵連（Schwere Jägerkompanie）的迫擊炮。

### 裝備與組織架構

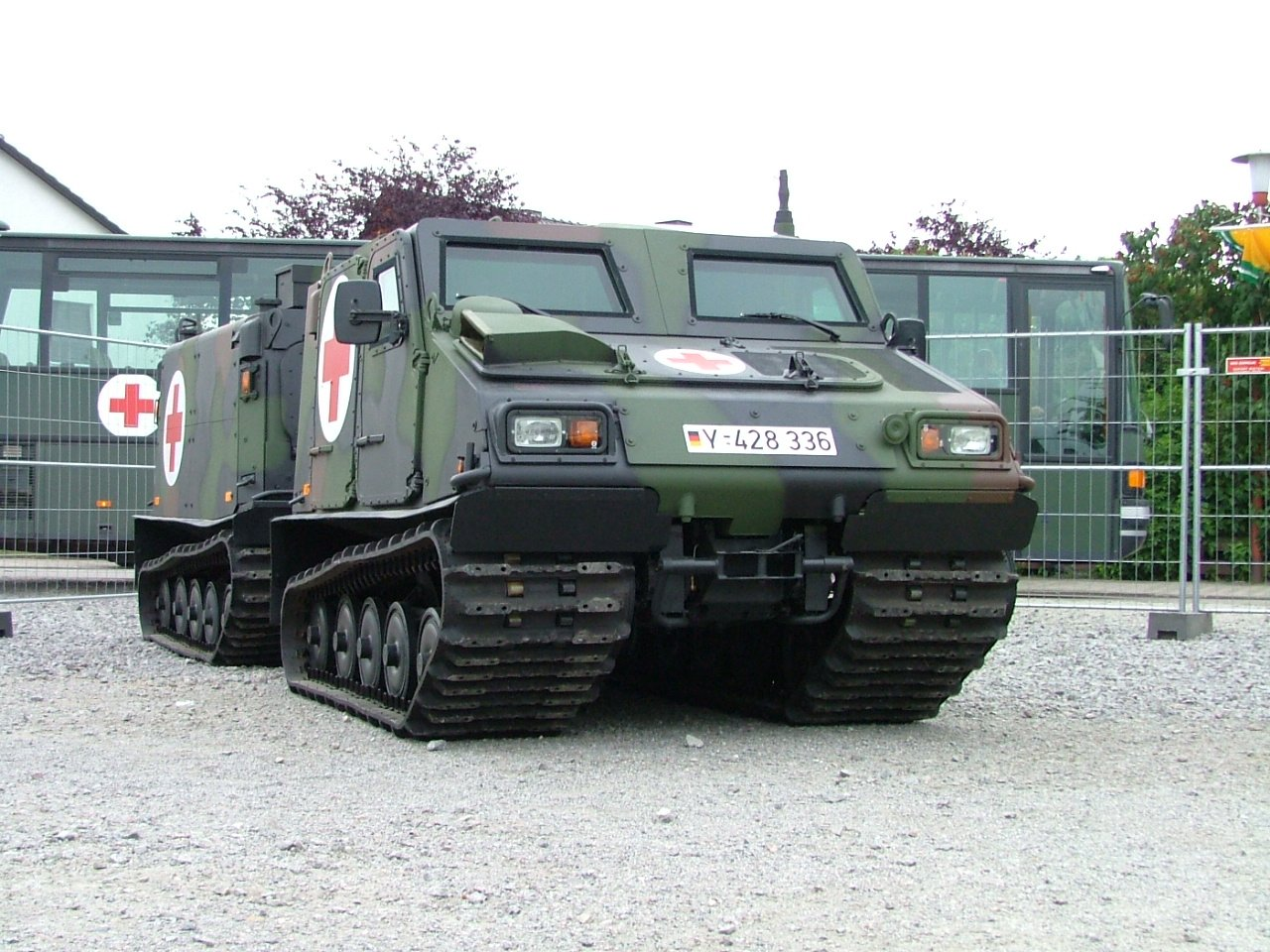
一輛充作醫療運輸車的Bv 206S。 這款車是德國山地獵兵的標準載具

一個山地獵兵营下轄5個連，共900名士兵；其中一個連須負責參謀及補給事宜，並配有一個高山獵兵排（Hochgebirgsjägerzug）以執行高山戰鬥及偵察任務；另有一個連配備了鼬鼠裝甲車以提供迫擊炮支援、反戰車任務及20毫米機炮火力支援。餘下的三個則皆由標準的山地獵兵組成。
- 山地獵兵所使用的載具（局部列出）
  - 鼬鼠裝甲車
  - Bandvagn 206
  - 雪上摩托車
  - 軍用版本的烏尼莫克

## 现代奥地利
現今奥地利聯邦軍內的山地部隊主要由駐紮於奧地利西部的第6獵兵旅所組成。

### 單位
截至2014年為止，仍然存在於奧軍內的山地獵兵部隊如下：
- 第6獵兵旅
  - 旅部（Brigadekommando），位於阿布薩姆 
  - 第6旅部營（Stabsbataillon 6），位於因斯布魯克 
  - 第23獵兵營（Jägerbataillon 23），位於布盧德施 
  - 第24獵兵營（Jägerbataillon 24），位於利恩茨
  - 第26獵兵營（Jägerbataillon 26），位於斯皮特安德勞
  - 第2戰鬥工兵營（Pionierbataillon 2），位於薩爾斯堡

## 著名成員
- 卡爾－特奧多爾·楚·古滕貝格——德國政治人物
- 埃德蒙德·斯托伊貝——德國政治人物

## 註記
1. 1 2  .   [13 September 2009]. （原始内容存档于1 December 2008）.
2. ↑  .   [2016-04-15]. （原始内容存档于2019-04-29）.
3. ↑  Photos 7 and 8
4. ↑  Schmider 2002，第282頁.
5. ↑  Hooper, John. . The Guardian. 2003-06-07  [2020-02-28]. ISSN 0261-3077. （原始内容存档于2022-12-12） （英国英语）.
6. ↑  . Klein, Ralph., Mentner, Regina., Stracke, Stephan., AK Angreifbare Traditionspflege. Köln: Papyrossa. 2004. ISBN 3-89438-295-3. OCLC 55963087.
7. ↑  .   [2016-04-15]. （原始内容存档于2013-08-20）.

## 外部連結
- Lone Sentry: Some Notes on German Mountain Warfare (US WWII ... （页面存档备份，存于）
- Articles, Pictures, Videostreams, Links (in German) about the Gebirgsjaeger （页面存档备份，存于）
- Extensive web site dedicated to the history of Gebirgstruppen （页面存档备份，存于）
- WWII Combat Footage from the Caucasus Mountains （页面存档备份，存于）
- Informational Video from BWTV （页面存档备份，存于）